# シマハタ
シマハタ（縞羽太、学名：Cephalopholis igarashiensis）は、ハタ科に分類される魚類の一種。インド太平洋に分布し、水深80-250mで見られる深海魚である。

## 分類と名称
1957年に日本の魚類学者である片山正夫によって記載され、タイプ産地は伊豆諸島の須美寿島とされた。種小名は本種のホロタイプを採集した五十嵐氏への献名。

## 形態
体高は頭長よりも長く、体長は体高の2.0-2.4倍である。頭部背側の輪郭は、目の先までは直線的かわずかに凹んでいるが、後頭部は明らかに凸状である。前鰓蓋骨は丸みを帯び、縁には細かい鋸歯があるが、腹縁の鋸歯はやや粗く、より不規則な外観となっているが、鋸歯は皮膚の中に収まっている。背鰭は9棘と14軟条から、臀鰭は3棘と9軟条から成る。尾鰭は丸型である。体色は全体的に赤みがかったオレンジ色で、体側面上部には背鰭まで届く幅広い黄色の横帯が7本入り、頭部には幅広い黄色の不規則な斜帯が3本ある。幼魚は黄色味を帯び、下半身は黒ずんでおり、体には数本の白い縞模様があり、背鰭軟条部には大きな黒い眼点がある。腹鰭は黒みを帯びており、臀鰭の付け根には黒い部分がある。体長は通常25cmだが、最大で43cmに達する。

## 分布と生態
北は日本、東はフィジーとフランス領ポリネシア、南はオーストラリアまで、主に西太平洋に分布している。日本では伊豆・小笠原諸島、相模湾、南西諸島に分布する。オーストラリアでは西オーストラリア州のスコットリーフから、東はノーザンテリトリー沖のアラフラ海まで分布し、インド洋のクリスマス島周辺でも見られる。
水深64-250mの急峻な岩礁、海山、沖合の堆に生息する底魚である。魚類や甲殻類を捕食する。

## 人との関わり
地元で消費される漁業の対象や、ゲームフィッシュとして漁獲されている。日本では南西諸島で稀に漁獲され、沖縄ではその派手な模様から「インディアンミーバイ」と呼ばれている。
派手な色彩から観賞魚として飼育されることもあるが、深場に生息する種であるため、水面に引き上げた後に生存させるためには特別な減圧手順が必要である。そのため生きた個体は非常に高価で取引されており、シンガポールでは幼魚が6300ドル(当時の価格で約50万円)で販売されたこともあった。2009年1月には、沖縄美ら海水族館で世界初の展示が行われた。